# Martín Saldivia
Martín Saldivia (* 15. Januar 1985) ist ein uruguayischer Ruderer.
Der aus Paysandú stammende Saldivia ist Mitglied des Club Remeros Paysandú. Bei den XXVI. Südamerikameisterschaften im Rudern im peruanischen La Punta belegte er einen 4. Platz bei den Junioren im Einer und einen 2. Platz an der Seite von Collazo, Salvagno und Reboledo im Junioren-Vierer. Auf dem Río Uruguay nahe dem Sitz seines Heimatklubs ruderte er im März 2010 bei den dort abgehaltenen Uruguayischen Meisterschaften mit seinem Vereinskollegen Emiliano García auf den zweiten Rang im Zweier ohne hinter dem Duo von Carmelo Rowing. Im Einer wurde er Uruguayischer Meister. Auch bei den Uruguayischen Meisterschaften 2011 auf der Ruderstrecke in El Palmar trat er für den Club Remeros Paysandú an. Für die Panamerikanischen Spiele 2011 wurde er von Nationaltrainer Rúben Scarpatti in das uruguayische Team berufen. Dort startete er im Vierer an der Seite von Leandro Salvagno, Jhonatan Esquivel und Germán Anchieri und belegte den 5. Rang. Die nationalen Rudermeisterschaften Anfang April 2012, ausgerichtet durch seinen Heimatklub auf den Gewässern des Río Uruguay, beendete Saldivia mit einem 3. Platz im Einer-Wettbewerb.